# Lophoptera chalybsa
Lophoptera chalybsa är en fjärilsart som beskrevs av George Francis Hampson 1891. Lophoptera chalybsa ingår i släktet Lophoptera och familjen nattflyn. Inga underarter finns listade i Catalogue of Life.